# Château de Lexhy
 (février 2025).
Si vous disposez d'ouvrages ou d'articles de référence ou si vous connaissez des sites web de qualité traitant du thème abordé ici, merci de compléter l'article en donnant les références utiles à sa vérifiabilité et en les liant à la section « Notes et références ».
Le château de Lexhy est un château situé à Lexhy, un hameau d'Horion-Hozémont dans la commune belge de Grâce-Hollogne.

## Historique
Dès le XIe siècle, un château occupait déjà cet emplacement, où se trouve aujourd'hui un étang entre le château actuel et la ferme du château.
Le château actuel est un grand bâtiment de plan rectangulaire construit en 1853 dans un style néoclassique pour Joseph baron de Blanckart (1796-1873), veuf de Marie comtesse de Liedekerke-Surlet (1800-1837). L'édifice se distingue par un campanile carré surmontant le toit, tandis que la façade imposante présente un fronton en forme de sarcophage grec surmonté des armoiries des familles de Blanckart et Von Hövel du nom du couple Charles Baron de Blanckart (1836-1897), fils de Joseph, et de son épouse Jeanne Freiin von Hövel (1844-1915).
De part et d'autre du château, deux remises à voitures dotées de tours encadrent une cour intérieure paisible agrémentée d'un roseraie. Un mur imposant avec une grille sépare cet espace clos de la ferme monumentale et de la chapelle romane d'origine, vestiges du château médiéval.
Le domaine de Lexhy s'étend sur 47 hectares, dont 7 hectares sont consacrés au parc. Il abrite une multitude d'arbres centenaires aisni que la chapelle de Lexhy et la ferme-château de Lexhy, plus anciennes que le château actuel.
Après une restauration qui aura duré douze ans, le château et ses dépendances abritent désormais une vingtaine d'appartements de différentes tailles et quatre maisons de plain-pied aménagées dans les anciennes remises à voitures. Le domaine environnant est géré conjointement par les résidents du domaine via l'association "Parc de Lexhy". Le château, quant à lui, est une copropriété des propriétaires d'appartements.